# Каламбаки
Каламба́ки (греч. Καλαμπάκι ή Καλαμπάκιον) — малый город в Греции. Административный центр общины Доксатон в периферийной единице Драма в периферии Восточная Македония и Фракия. Расположен на высоте 60 метров над уровнем моря, в 11 километрах к югу от Драмы и в 343 километрах к северу от Афин.
Каламбаки находится к северу от горы Пангеон и монастыря Икосифинисса.
Сообщество создано в 1919 году (ΦΕΚ 251Α). Население 3110 человек по переписи 2011 года. Площадь 24,49 квадратного километра. Жители преимущественно заняты в сельском хозяйстве.
После малоазийской катастрофы и греко-турецкого обмена населением в Каламбаки поселились беженцы из Понта, из Восточной Фракии (преимущественно из села Крионеро, ныне Соуджак), из Каппадокии — караманлиды.
18 января, в день памяти Афанасия Великого совершается праздник «курбани», сопровождаемый актом жертвоприношения.
В понедельник Масленичной недели (за неделю до Чистого понедельника) проводится фракийский праздник «Калойерос» («Καλόγερος»).

## Население
| Год  | Население, человек |
| ---- | ------------------ |
| 1991 | 3192               |
| 2001 | 3459               |
| 2011 | ↘ 3110             |